# کولووتش
کولووتش (به چکی: Koloveč) یک منطقهٔ مسکونی در جمهوری چک است که در ناحیه دوماژلیتسه واقع شده است. کولووتش ۱۳٫۷۷ کیلومتر مربع مساحت و ۹۶۲ نفر جمعیت دارد و ۴۵۲ متر بالاتر از سطح دریا واقع شده است.